# 李真 (1962年)
李真（1962年5月29日—2003年11月13日），曾用名李福贵，山西省大同市人，生于河北省张家口市。原河北省国家税务局局长:13，时任河北省委书记程维高秘书。

## 生平
1962年5月29日，李真出生于河北省张家口市。父亲是一位“老干部”。幼年时，名李福贵。中学毕业后，李真考入河北师范大学在张家口柴沟堡师范学校办的大专师资班。两年后，分配至涿鹿某县中学担任物理教师。1982年，调入张家口市某研究所。后成为张家口市计委机关干部。在此期间，李真与父亲的老上级杨某相熟，认他为义父。1988年，李真调入张家口市油漆厂工作。此后，杨某推荐李真担任某位老将军的生活秘书。三个月后，李真离职。此次短暂的职业经历，使他结识多位在职的高级干部子女和秘书。这被认为是他日后发迹的基础。有作者指，其义父杨某是“解放”张家口的军队领导，担任过张家口主要领导职务、东北某省主要领导:13。杨某经历与杨春圃雷同。
1989年，李真回到河北。通过关系伪造人事档案，由中共预备党员变为正式党员、科员变为正科级干部。同年7月，调入河北省建设投资总公司:13—14，为一般工作人员。1991年年初，任河北省某副省长的秘书，半年后升任副处级秘书。1992年6月，任河北省人民政府办公厅秘书，12月，升任正处级秘书。1993年6月，任中共河北省委办公厅秘书。8月，1994年12月，任河北省委办公厅副主任:14。1995年12月，任河北省国家税务局党组副书记、副局长。1997年5月，李真被任命为河北省国家税务局局长。1998年，任党组书记:12。
随着职务的升迁，伴之而来的是不择手段的攫取。中共中央纪委《通报》中，李真就任河北省委办公厅秘书到被任命为省国家税务局副局长、党组副书记的七年时间里，他利用职务之便，大肆索取、收受他人财物，共计折合人民币868.04万余元。伙同吴庆五侵吞中国东方租赁公司河北办事处人民币、中兴电子有限公司和尼瓦利斯有限公司股份，共计折合人民币2967万多元，李真从中分得财物共计折合人民币270万余元。
2000年2月17日，中共中央纪委决定，商请最高人民检察院对李真立案侦查。2月23日，中共中央纪委、最高人民检察院组成联合专案组（代号“2·23”），针对李真涉嫌经济犯罪案件，开展全面的调查。同日，河北省人民检察院办理立案手续。因李真是河北省、市两级人大代表。于3月1日，对李真先实行“双规”:12。3月29日，河北省第九届人民代表大会常务委员会第十四次会议，决定许可河北省人民检察院对李真采取逮捕措施。30日，李真被专案组正式逮捕，押送至山西省某市看守所:15。
2002年8月30日，唐山市中级人民法院对李真贪污，受贿案作出一审判决，依法判处李真死刑，剥夺政治权利终身。2003年10月9日，河北省高级人民法院在唐山市对李真受贿、贪污一案进行二审宣判，依法裁定驳回李真上诉，维持死刑判决。2003年11月13日上午，唐山市中级人民法院根据最高人民法院对李真受贿、贪污一案作出的死刑复核裁定和执行死刑命令，将李真押赴刑场，用注射的方式执行死刑。